# Olympiakos Syndesmos Filathlōn Peiraiōs 2006-2007
Questa voce raccoglie le informazioni riguardanti l'Olympiakos Syndesmos Filathlōn Peiraiōs nelle competizioni ufficiali della stagione 2006-2007.

## Rosa
| N. |                           | Ruolo | Calciatore             |
| -- | ------------------------- | ----- | ---------------------- |
| 2  | Grecia (bandiera)         | D     | Chrīstos Patsatzoglou  |
| 3  | Francia (bandiera)        | D     | Didier Domi            |
| 6  | Grecia (bandiera)         | C     | Ieroklīs Stoltidīs     |
| 7  | Messico (bandiera)        | A     | Nery Castillo          |
| 8  | Serbia (bandiera)         | C     | Miloš Marić            |
| 9  | Cipro (bandiera)          | A     | Ioannis Okkas          |
| 11 | Serbia (bandiera)         | C     | Predrag Đorđević       |
| 14 | Polonia (bandiera)        | D     | Michał Żewłakow        |
| 16 | Costa d'Avorio (bandiera) | C     | Marco Né               |
| 17 | Grecia (bandiera)         | C     | Giannīs Taralidīs      |
| 18 | Ecuador (bandiera)        | A     | Félix Borja            |
| 21 | Grecia (bandiera)         | D     | Grigorios Georgatos    |
| 23 | Cipro (bandiera)          | A     | Michalīs Kōnstantinou  |
| 28 | Grecia (bandiera)         | C     | Konstantinos Mendrinos |

| N. |                    | Ruolo | Calciatore            |
| -- | ------------------ | ----- | --------------------- |
| 30 | Grecia (bandiera)  | D     | Anastasios Pantos     |
| 32 | Grecia (bandiera)  | D     | Georgios Anatolakis   |
| 35 | Grecia (bandiera)  | D     | Vasilīs Torosidīs     |
| 36 | Grecia (bandiera)  | C     | Giannoulis Fakinos    |
| 40 | Nigeria (bandiera) | A     | Haruna Babangida      |
| 55 | Brasile (bandiera) | D     | Julio Cesar           |
| 71 | Grecia (bandiera)  | P     | Antōnīs Nikopolidīs   |
| 74 | Croazia (bandiera) | P     | Tomislav Butina       |
| 77 | Grecia (bandiera)  | A     | Charilaos Pappas      |
| 87 | Grecia (bandiera)  | P     | Leonidas Panagopoulos |
|    | Albania (bandiera) | C     | Jahmir Hyka           |
|    | Albania (bandiera) | D     | Renaldo Rama          |
|    | Polonia (bandiera) | C     | Emil Nowakowski       |
|    | Grecia (bandiera)  | All.  | Takīs Lemonīs         |